# Питагорейство
Питагорейството е система от езотерични и метафизически вярвания, проповядвани от древногръцкия философ Питагор и неговите последователи. Питагорейството се появява в началото на 5 в. пр. Хр. и оказва влияние върху Платон и платонизма. По-късни възвръщания към питагорейството водят до появата на неопитагорейството.

## Двете школи
Питагорейците създават две школи:
- mathēmatikoi (μαθηματικοί, гръцки за „учащи“)

- akousmatikoi (ἀκουσματικοί, гръцки за „слушатели“)

## Натурфилософия
Натурфилософските идеи на питагорейците се базират на категоричното и също така на утвърждението на определящата и доминираща роля на математиката. Математическият подход се прилага като всеобщ и абсолютно необходим за всички области на научното познание. Питагорейците отнасят определенията на геометрията към анализа на природните явления. На физическите стихии се приписват определени геометрически форми. В тяхната математическа физика земята се състои от частици (елементи), които имат формата на куб, огънят притежава формата на пирамида, въздухът отговаря на октаедъра, водата – на икосиедъра (който има 20 страни), етерът – на додекаедъра (на който са присъщи 12 страни). 
| „ | Природата и силата на числото – се посочва в едно древно свидетелство – действат не само в демоничните и божествените неща, но също така и във всички човешки дела и отношения, най-после и във всички технически умения и в областта на музиката | “ |

На изток математиката притежава главно приложен характер. Нейните постижения се използват при решаването на отделни случаи и за постигането на определени практически потребности – при измерването на земните форми и разстояния, строителството на различни съоръжения и др. С дейността на питагорейците се осъществява радикален обрат в статуса на математиката. По думите на един древен автор Питагор придава съвършено друга форма или характер на математиката, като я „освобождава от службата ѝ при търговците“, насочвайки я директно към логиката на научното познание и с това я създава като теоретическа дисциплина. Благодарение постиженията на питагорейците математиката в античния свят придобива теоретически характер и постепенно става дедуктивна наука, основана на логическите доказателства. Древните автори отбелязват големите заслуги на питагорейството в областта на математиката изобщо те сочат, че Питагор преобразява геометрията, разглеждайки нейните положения в чисто абстрактно-дедуктивен план. Знаменита теорема за отношението между страните на триъгълника а2 + в2 = с2 е използвана в отделни страни на Изтока, където се прилага за решаването на отделни случаи и при строежа на пирамидите в Египет например. Питагор я формулира като аксиома на геометрията. Предава се, че за ознаменуването на това свое постижение Питагор организира т.нар. хекатомба – заклал сто вола като жертвоприношение на боговете.

### Космология
В областта на астрономията, по всяка вероятност, питагорейците въвеждат в науката понятието „космос“ като определение на космологията. До Питагор е използвано традиционното му значение; с него се обозначават ред, строй, строеж, симетрия. Естествено питагорейците използват и старите характеристики на термина „космос“. Прилагайки ги към вселената, те я характеризират като единна цялостна природа, на която са присъщи хармоничност и съвършенство. Изключително ползотворна е питагорейската идея за вселената като математически организиран свят, т.е. като универсална хармония или хармонично единство, в което са налице определени отношения и е подчинено на строги закономерности. Те сравняват космоса с живия организъм, който функционира по силата на собствените си свойства и вътрешни закони, благодарение на което е единно и завършено цяло, притежаващо „изначално“ движение. Според питагорейците космосът има следният вид: светът е краен, в центъра му е огънят (като по-съвършена от земята природа); земята е едно от небесните тела, което се „върти“ около този център в кръг. Центърът на космоса питагорейците наричат още домашното огнище на Зевс, майка и олтар на боговете, връзка и мярка на природата. Положителна е хипотезата за положението на Земята в космическата система. Земята не е централно тяло, а е едно периферно небесно тяло, движещо се около централния огън. А това е първият първообраз на идеята за хелиоцентричното устройство на вселената. Същевременно възгледът на питагорейството се основава върху един принцип: понеже числото десет е съвършено число, а космосът е абсолютна и прекрасна хармония, то оттук се допуска, че подобно състояние на вселената се базира на десет небесни тела. Оттук и хипотезата за т.нар. антихтон – космическо тяло, намиращо се в противоположна страна на нашата (видима) Земя. Според питагорейците положението и движението на небесните тела предизвикват абсолютната хармония или някакъв космически хорал. Движението на небесните тела зависи от разстоянието им от центъра – колкото са по-близо до центъра, толкова по – бързо се движат, и обратно. Те произвеждат звуци, съставляващи космическата хармония, достъпна единствено на основоположника на съюза. Поради причината, че в небесните тела преобладава топлина и са източникът на живот, те често биват определяни от питагорейците като божествени природи. Мистично изглежда мнението, че земетресенията се дължат на онези „форуми“, които душите провеждат в подземния свят и т.н.

### Теорията на музиката
Към натурфилософията на питагорейците спадат и техните схващания в областта на теорията на музиката. И тук се прилага количественият принцип. Така на питагорейството принадлежи идеята за отношението между тона и дължината на струната, което е обратно пропорционално. Така ако се скъси дължината на струната два пъти, тонът се повишава два пъти и т.н. Тоновете в музиката се дефинират като количествени различия. Тонът зависи от дължината и дебелината на струните и степента на нейния тонус (напрежение). До известна степен именно в тази връзка се разработват въпросите за характера на тоновете и техните отношения, основните тонове в хармонията. Музиката има значение и на особена психотерапия. Тя се отнася към вътрешния свят на личността така, както медицината към тялото. Музиката е своего рода медицина на човешката душа.
|  | Тази страница частично или изцяло представлява превод на страницата Pythagoreanism в Уикипедия на английски. Оригиналният текст, както и този превод, са защитени от Лиценза „Криейтив Комънс – Признание – Споделяне на споделеното“, а за съдържание, създадено преди юни 2009 година – от Лиценза за свободна документация на ГНУ. Прегледайте историята на редакциите на оригиналната страница, както и на преводната страница, за да видите списъка на съавторите. ВАЖНО: Този шаблон се отнася единствено до авторските права върху съдържанието на статията. Добавянето му не отменя изискването да се посочват конкретни източници на твърденията, които да бъдат благонадеждни. |